# Megay László
Ifj. Megay László (Pécs, 1941. július 7. – Budapest, 1998. október 3.) József Attila-díjas (1995) magyar író, újságíró.

## Életpályája
Szülei Megay László (1907–1964) radiológus, egyetemi tanár és Koller Mária (1915–1978) voltak. Egyetemi tanulmányait az Eötvös Loránd Tudományegyetemen végezte. 1960–1970 között rézkarcnyomdászként dolgozott. 1970-ben a MÚOSZ Újságíró Iskolát is elvégezte. 1970–1971-ben a Képzőművészeti Lektorátus munkatársa volt. 1971–1981 között vidéki, üzemi lapoknál – a Tolna Megyei Népújság, a Kisalföld – volt újságíró. 1981–1989 között a Magyar Nemzet munkatársa volt. 1989–1990-ben a Magyar Fórum, majd a Pesti Hírlap főmunkatársa lett. Később dolgozott az Üzlet című újságnál, majd a Magyar Televízióban.
Sírja a Farkasréti temetőben található.
Gyermekverseket, gyermekeknek szóló ismeretterjesztő műveket, drámákat, szociográfiákat, tárcákat írt.

## Művei
- A foglyot etetni kell (ifjúsági regény, 1972)
- Varázsfüvek (ismeretterjesztő, 1972)
- Vásárban (verses képeskönyv, 1973)
- A nagyfülű krokodil (ifjúsági regény, 1975)
- Ezer mesterség (ismeretterjesztő, 1975)
- Könyves könyv (ismeretterjesztő, 1976)
- Hány perced van? (ismeretterjesztő, 1978)
- Három torony, egy város (ismeretterjesztő, 1980)
- Este a Kandúrnál (regény, 1984)
- A mindentudó himpellér (meseregény, 1986)
- Egy szomorú martalóc balfogásai (1989)
- Négy könnyű darab (színművek, 1997)
- Egy régi világban. Sorsképek; szerk. Koncz Mária; Manuscript Bt., Budapest, 2013

## Díjai, elismerései
- A Művelődési Minisztérium Nívódíja (1974-1975)
- Gorkij-diploma
- Év Gyermekkönyve díj (1987)
- József Attila-díj (1995)